# Goodwood Trophy 1951
Il Goodwood Trophy 1951 è stata una gara di Formula 1, non valevole per il Campionato Mondiale di Formula 1 1951, tenutasi il 29 settembre 1951 a Goodwood, in Gran Bretagna. La gara, disputatasi su un totale di 15 giri, è stata vinta da Nino Farina su Alfa Romeo, seguito da Reg Parnell su Ferrari e dal poleman Tony Rolt, su Delage.

## Qualifiche

### Risultati
| Pos | Nr | Pilota                     | Vettura     |
| --- | -- | -------------------------- | ----------- |
| 1   | 18 | Tony Rolt                  | Delage-ERA  |
| 2   | 9  | Brian Shawe-Taylor         | ERA         |
| 3   | 3  | Reg Parnell                | Ferrari     |
| 4   | 2  | Nino Farina                | Alfa Romeo  |
| 5   | 10 | Bob Gerard                 | ERA         |
| 6   | 8  | Graham Withehead           | ERA         |
| 7   | 7  | George Abecassis           | HWM-Alta    |
| 8   | 12 | Ken Wharton                | ERA         |
| 9   | 14 | John James                 | Maserati    |
| 10  | 6  | Stirling Moss              | HWM-Alta    |
| 11  | 24 | Philip Fotheringham-Parker | Maserati    |
| 12  | 17 | Duncan Hamilton            | Talbot-Lago |
| 13  | 11 | David Hampshire            | ERA         |
| 14  | 16 | Bobby Baird                | Maserati    |
| 15  | 19 | Bill Withehouse            | Alta        |
| 16  | 57 | Toni Branca                | Maserati    |
| 17  | 27 | Tony Stokes                | Alta        |

## Gara

### Risultati
| Pos | Nr | Pilota             | Vettura     | Giri | Tempo/Distacco |
| --- | -- | ------------------ | ----------- | ---- | -------------- |
| 1   | 2  | Nino Farina        | Alfa Romeo  | 15   | 22'31"2        |
| 2   | 3  | Reg Parnell        | Ferrari     | 15   | +5"6           |
| 3   | 18 | Tony Rolt          | Delage-ERA  | 14   | +1 giro        |
| 4   | 10 | Bob Gerard         | ERA         | 14   | +1 giro        |
| 5   | 6  | Stirling Moss      | HWM-Alta    | 14   | +1 giro        |
| 6   | 12 | Ken Wharton        | ERA         | 14   | +1 giro        |
| 7   | 7  | George Abecassis   | HWM-Alta    | 14   | + 1 giro       |
| 8   | 14 | John James         | Maserati    | 13   | +2 giri        |
| 9   | 19 | Bill Whitehouse    | Alta        | 13   | +2 giri        |
| Rit | 8  | Graham Whitehead   | ERA         | 8    | -              |
| Rit | 16 | Bobby Baird        | Maserati    | 6    | -              |
| Rit | 11 | David Hampshire    | ERA         | 5    | -              |
| Rit | 27 | Tony Stokes        | Alta        | 3    | -              |
| Rit | 17 | Duncan Hamilton    | Talbot-Lago | 2    | -              |
| Rit | 57 | Toni Branca        | Maserati    | 1    | Collisione     |
| Rit | 9  | Brian Shawe-Taylor | ERA         | 1    | Collisione     |

## Gare di supporto

### Woodcote Cup
La Woodcote Cup 1951 è stata una corsa automobilistica di velocità in circuito disputata il 29 settembre 1951 sul Circuito di Goodwood.
| Pos | Pilota             | Vettura                      |
| --- | ------------------ | ---------------------------- |
| 1   | Nino Farina        | Alfa Romeo 159               |
| 2   | Reg Parnell        | Ferrari 375 Thinwall Special |
| 3   | Tony Rolt          | Delage -ERA                  |
| 4   | Brian Shawe-Taylor | ERA                          |
| 5   | Dennis Poore       | Alfa Romeo                   |
| 6   | A.G. Whitehead     | ERA                          |
| 7   | Duncan Hamilton    | Talbot-Lago                  |

Giro veloce
 Nino Farina

### Goodwood September
La Goodwood September 1951 è stata una serie di corse automobilistiche di velocità in circuito disputate il 29 settembre 1951 sul Circuito di Goodwood. Elenco dei vincitori:
- Ken Wharton (Cromard Special) - 1° Handicap Formula Libera
- Stirling Moss (Jaguar C-Type) - 2° Handicap Sport
- Nino Farina (Alfa Romeo 159) - 3° Handicap Formula Libre
- Mike Keen (HRG) - 4° Handicap Formula Libre
- Stirling Moss (Jaguar C-Type) - Sport